# Joel Estrada
Joel Estrada Valiente (Atiquizaya; 18 de diciembre de 1942-Santa Ana; 15 de julio de 2024) fue un futbolista salvadoreño que jugaba como delantero. Era zurdo, apodado "el cacique" y sus equipos fueron el CD Huracán, club de su ciudad natal y el CD FAS, desde 1961.

## Selección nacional
Su primera aparición con la selección de El Salvador fue el 6 de enero de 1963, ante el Millonarios de Colombia, siendo este partido no oficial.
Estuvo en las eliminatorias de la Copa Mundial de México 1970, anotando el primer gol en la clasificación y haciendo uno más. Terminó calificando su selección a la cita mundialista pero no fue convocado.

## Palmarés

### Títulos nacionales
| Título           | Equipo | País        | Año     |
| ---------------- | ------ | ----------- | ------- |
| Primera División | FAS    | El Salvador | 1961-62 |
| Primera División | FAS    | El Salvador | 1962    |